# Ewighausen

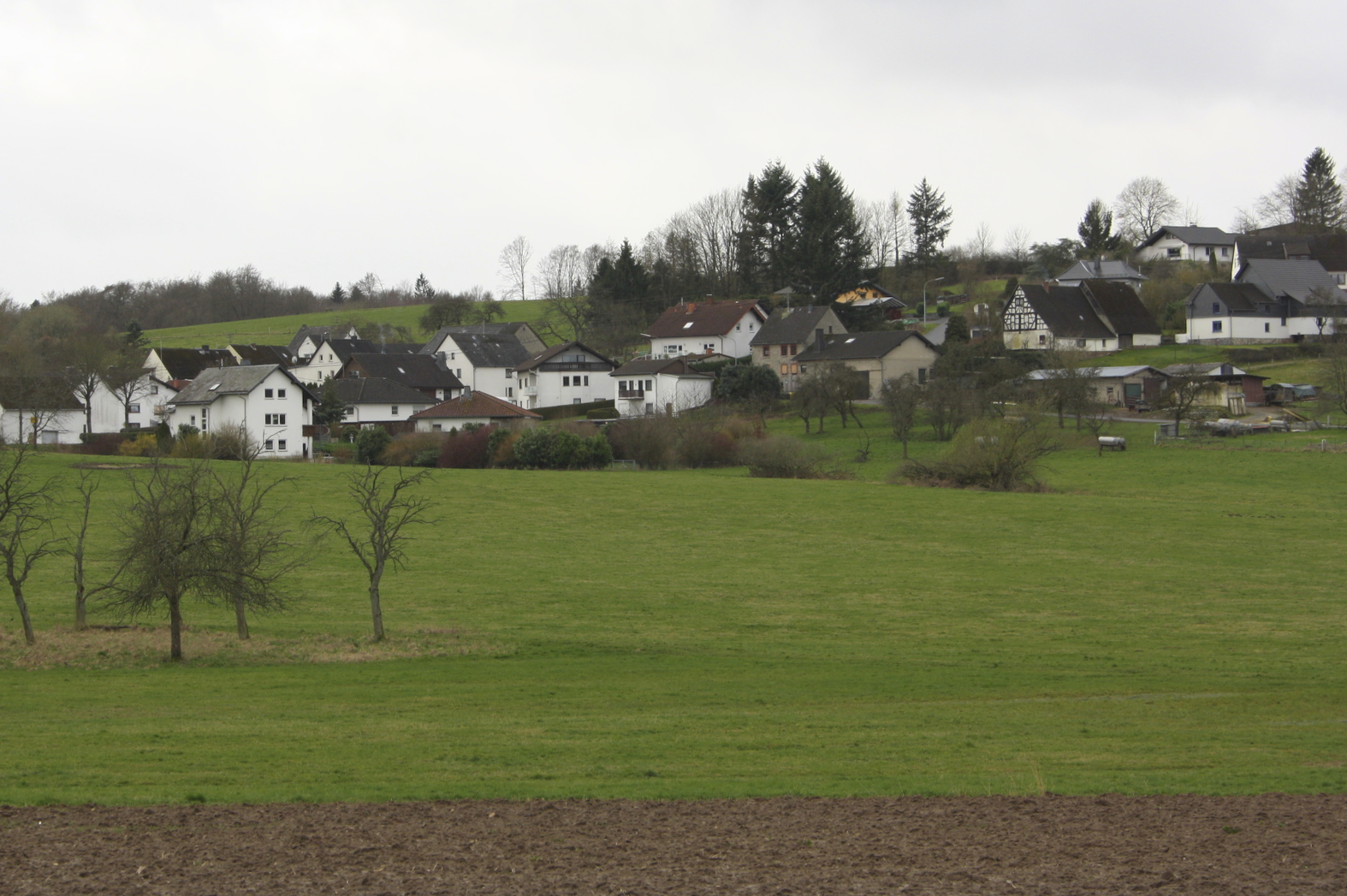
Blick auf Ewighausen (2020)

Ewighausen (mundartlich: Iwichhouse) ist eine Ortsgemeinde im Westerwaldkreis in Rheinland-Pfalz. Sie gehört der Verbandsgemeinde Selters (Westerwald) an.

## Geographische Lage
Ewighausen liegt 5 km östlich von Selters im Westerwald an der Landesstraße L 303 zwischen der Westerwälder Seenplatte und dem Kannenbäckerland.

## Geschichte
Im Jahre 1397 wurde Ewighausen zum ersten Mal urkundlich erwähnt. Die Schreibweise des Namens wechselte im Laufe der Jahrhunderte von Ebichusin nach Ebeckusen und Ewighusen in Ewighausen.

## Politik

### Gemeinderat
Der Gemeinderat in Ewighausen besteht aus sechs Ratsmitgliedern, die bei der Kommunalwahl am 9. Juni 2024 in einer Mehrheitswahl gewählt wurden, und dem ehrenamtlichen Ortsbürgermeister als Vorsitzendem. Auch 2019 fand bereits Mehrheitswahl statt.

### Bürgermeister
Melanie Mathis wurde bei der Direktwahl am 9. Juni 2024 zur Ortsbürgermeisterin von Ewighausen gewählt. Sie trat ohne Gegenkandidaten an und erhielt 84,3 % der Stimmen.
Ihr Vorgänger Andres Höver wurde am 23. Januar 2020 Ortsbürgermeister von Ewighausen. Da bei der Direktwahl am 26. Mai 2019 kein Bewerber angetreten war, erfolgte die Wahl gemäß Gemeindeordnung durch den Rat.
Hövers Vorgänger Hans-Peter Menngen war 2019 nach fünf Amtszeiten nicht erneut angetreten, hatte die Aufgabe aber bis Ende November kommissarisch weitergeführt.

### Wappen
| Wappen von Ewighausen | Blasonierung: „Im Göpelschnitt geteilt, rechts in Silber ein durchgehendes, rotes Kreuz, links in Rot eine goldene Garbe, unten in Blau ein wachsender, goldener Kantstein, beseitet von zwei auswärts gestellten, goldenen Eichenblättern.“ |
| Wappen von Ewighausen | |

## Wirtschaft und Infrastruktur

### Verkehr
- Die Gemeinde liegt westlich der B 8 die von Limburg an der Lahn nach Siegburg führt.
- Die nächste Autobahnanschlussstelle ist Ransbach-Baumbach an der A 3.
- Der nächstgelegene ICE-Halt ist der Bahnhof Montabaur an der Schnellfahrstrecke Köln–Rhein/Main.

## Söhne und Töchter der Gemeinde
- Rita Daubländer (* 1956), Bildende Künstlerin